# ウイリアム・ウォラストン
ウィリアム・ハイド・ウォラストン（William Hyde Wollaston [ˈwʊləstən]、1766年8月6日- 1828年12月22日）は、イギリスの化学者、物理学者、天文学者である。1803年にロジウム、パラジウムを発見した。他に、1802年太陽光のスペクトルのなかに、太陽の元素により吸収されてできる暗線（フラウンホーファー線）のあることを見出した。プラチナの精製法も開発した。

## 生涯・人物
ノーフォークのイーストドレアムに聖職者の息子として生まれた。イギリスのケンブリッジ大学ゴンヴィル・アンド・キーズ・カレッジで薬学をまなび、一時開業医となるが、1800年からは開発したプラチナの精製法による器具の販売の収入で、科学の研究に専念した。
プラチナの鉱石を酸で処理し、不純物を除去した後、粉末冶金法に似た方法で展性のあるプラチナ金属を精製した。プラチナ鉱石からパラジウムとロジウムを分離した。パラジウムは、1802年に発見された小惑星パラスから命名された。ロジウムはロジウムのつくる塩がばら（ローズ）色であることから命名された。
1809年、タンタルとニオブを同じ元素と見なし、統合したが、後に誤りと判明した。
太陽スペクトルの研究、木星の観測などの天文学的活動のほか、光学装置ではカメラ・ルシダを発明し、ウォラストン・プリズムにも名前を残している。晩年は電気モータの研究も行っている。
1793年から王立協会の会員となり、同協会から1802年以後数回にわたりベーカリアン・メダルを受賞し、それぞれ記念講演を行った。また1802年にコプリ・メダル、1809年クルーニアン・メダル、1828年ロイヤル・メダルを受賞、また1820年には会長に選ばれた。
生前には地質学との関わりはほとんどなかったが、遺言によって優れた業績をあげた地質学者を顕彰する「ウォラストン・メダル」が創設されている。
チリ最南部のウォラストン諸島は、彼の名に因んでつけられた。